# Robert Destain
Pierre Robert Madoulé dit Robert Destain, né le 1er octobre 1919 à Paris 4e et mort le 20 décembre 2010 à Rodez, est un acteur et chanteur français.

## Filmographie

### Cinéma
- 1949 : Branquignol de Robert Dhéry
- 1949 : Nous irons à Paris de Jean Boyer
- 1950 : Bertrand cœur de lion de Robert Dhéry
- 1953 : Le Portrait de son père d'André Berthomieu
- 1954 : Ah ! les belles bacchantes de Jean Loubignac
- 1954 : J'avais sept filles de Jean Boyer
- 1955 : Les deux font la paire d'André Berthomieu
- 1955 : La Madelon de Jean Boyer
- 1956 : Le Couturier de ces dames de Jean Boyer
- 1956 : La Terreur des dames / Ce cochon de Morin de Jean Boyer
- 1957 : Arrêtez le massacre d'André Hunebelle
- 1958 : Les Vignes du Seigneur de Jean Boyer
- 1959 : Mon pote le gitan de François Gir
- 1959 : Tête folle de Robert Vernay
- 1960 : Les Tortillards de Jean Bastia
- 1961 : La Belle Américaine de Robert Dhéry
- 1964 : Allez France ! de Robert Dhéry
- 1964 : Les Gorilles de Jean Girault
- 1966 : Les Grandes Vacances de Jean Girault
- 1968 : Le Grand Restaurant de Jacques Besnard
- 1968 : Le gendarme se marie de Jean Girault
- 1969 : Hibernatus de Edouard Molinaro
- 1978 : La Zizanie de Claude Zidi
- 1979 : La Gueule de l'autre de Pierre Tchernia

### Télévision
- 1964 : Pierrots des alouettes de Henri Spade
- 1966 : L'Amour en papier de François Chatel
- 1966 : En votre âme et conscience, épisode : La Mort de Sidonie Mertens de  Marcel Cravenne

## Théâtre
- 1957 : Tête de linotte opérette de Raymond Vincy, musique Francis Lopez, mise en scène Léon Ledoux, A.B.C.
- 1961 : Un certain monsieur Blot de Robert Rocca, mise en scène René Dupuy,   Théâtre Gramont